# Брылеев, Валентин Андреевич
Валентин Андреевич Брылеев (1 мая 1926, Тула, РСФСР, СССР — 18 декабря 2004, Москва) — советский и российский актёр театра и кино, мастер озвучивания (дублирования). Исполнил за свою карьеру свыше ста ролей в кино. Известен по ролям в фильмах «Весна на Заречной улице» (Иван Мигулько), «Карнавальная ночь» (Костя), «Гусарская баллада» (партизан Ершов), «Золотые рога» (Месяц Ясный) и других.

## Биография
Родился 1 мая 1926 года в Туле в семье железнодорожного рабочего Андрея Брылеева и бухгалтера Зинаиды Брылеевой (в девичестве Окунева).
В 1937 году отец был репрессирован, после чего Валентин с семьёй перебрался в подмосковный район Лианозово. В 1942 году начал работать слесарем на хлебозаводе. В 1947 году окончил факультет строительных машин и оборудования в Московском архитектурно-строительном техникуме и устроился конструктором на Ростокинский завод строймашин, где проработал три года.

#### Актёрская карьера
В 1950 году стал студентом курса Бориса Бибикова и Ольги Пыжовой во ВГИКе. Выпустился в 1956 году и был принят в труппу московского «Театра-студии киноактёра», в котором работал многие годы.
Сниматься в кино начал ещё во время учёбы. Стал одним из самых снимаемых актёров советского кино. Играл как эпизодические роли, так и полноценные. Его можно увидеть в популярных фильмах, преимущественно, сказочных и комедийных. Много работал в озвучивании кинокартин.
В конце 1990-х годов участвовал в телеигре «Колесо истории», где в компании с другими актёрами разыгрывал сцены из различных эпох.
Умер 18 декабря 2004 года в Москве. Урна с прахом захоронена в колумбарии Донского кладбища.

#### Личная жизнь
Жена — Галина Владимировна Брылеева (умерла в 1989 году), сотрудница в санэпидемстанции.
Сын Александр, врач-стоматолог.

## Фильмография
- 1955 — В квадрате 45 — Пепелов, радист
- 1955 — Новый велосипед — Миша
- 1955 — Сын — участковый (нет в титрах)
- 1956 — Весна на Заречной улице — Иван Мигулько[7]
- 1956 — Карнавальная ночь — Костя, звукорежиссёр
- 1957 — Екатерина Воронина — студент института водного транспорта (нет в титрах)
- 1957 — Случай на шахте восемь — хулиган
- 1958 — Атаман Кодр — генерал
- 1958 — Девушка с гитарой — покупатель (нет в титрах)
- 1958 — Добровольцы — метростроевец на собрании (нет в титрах)
- 1958 — Дорогой мой человек — студент-медик (нет в титрах)
- 1958 — Жизнь прошла мимо — Санька-волдырь
- 1958 — Матрос с «Кометы» — матрос, конкурсант, которому медведь на ухо наступил
- 1958 — Олеко Дундич (СССР, Югославия) — телеграфист (нет в титрах)
- 1958 — Сампо (СССР, Финляндия) — подручный Лоухи
- 1958 — У тихой пристани — Крылов, водитель Картонкина
- 1959 — Баллада о солдате — солдат
- 1959 — Верные сердца — спекулянт
- 1959 — Марья-искусница — пират
- 1959 — Однажды ночью — Коптев
- 1959 — Строгая женщина — эпизод
- 1960 — Первое свидание — муж Кати, сосед Павла (нет в титрах)
- 1960 — Простая история — председатель собрания
- 1960 — Прощайте, голуби — покупатель мотоцикла
- 1960 — Рождённые жить — Степан
- 1960 — Серёжа — проситель
- 1961 — Битва в пути — рабочий чугунолитейного цеха
- 1961 — Командировка — колхозник (нет в титрах)
- 1961 — Человек ниоткуда — представитель племени тапи (нет в титрах)
- 1962 — Гусарская баллада — партизан
- 1962 — Мальчик мой! — шофёр
- 1963 — Большой фитиль — пассажир у туалета (нет в титрах)
- 1963 — Внимание! В городе волшебник! — прохожий (нет в титрах)
- 1963 — Королевство кривых зеркал — тамбур-мажор, королевский возчик
- 1963 — Первый троллейбус — Синицын
- 1964 — Ко мне, Мухтар! — оперативник
- 1964 — Морозко — жених
- 1964 — Через кладбище — полицай
- 1965 — Арбузный рейс — шофёр (нет в титрах)
- 1965 — Гиперболоид инженера Гарина — Виктор Ленуар, помощник Гарина
- 1965 — Мечта моя — Копейка
- 1965 — Мы, русский народ — солдат-телеграфист (нет в титрах)
- 1965 — Пограничная тишина — Калинкин, «парикмахер»
- 1965 — Сквозь ледяную мглу — эпизод
- 1965 — Чрезвычайное поручение — шпик (нет в титрах)
- 1966 — Весёлые расплюевские дни — чиновник
- 1966 — Волшебная лампа Аладдина — Мубарак, сын визиря
- 1967 — Дом и хозяин — эпизод
- 1967 — Житие и вознесение Юрася Братчика — эпизод
- 1967 — Звёзды и солдаты (Венгрия, СССР) — эпизод
- 1967 — Огонь, вода и… медные трубы — придворный Царства лести
- 1967 — Спасите утопающего — отец Андрея
- 1968 — Урок литературы — Сидоров, на родительском собрании в школе, отец Сидоровой (нет в титрах)
- 1969 — Адам и Хева — эпизод (нет в титрах)
- 1969 — Весёлое волшебство — Леший
- 1969 — Взрыв после полуночи — эпизод
- 1969 — Время счастливых находок — друг отца на застолье
- 1969 — Главный свидетель
- 1969 — Старый дом — чиновник
- 1970 — Морской характер — немецкий офицер
- 1970 — На дальней точке — работник ткацкой фабрики (нет в титрах)
- 1970 — Один из нас — начальник спеццеха завода (в титрах В. Брилеев)
- 1970 — Посланники вечности
- 1970 — Расплата — немец-язык
- 1970 — Случай с Полыниным — актёр фронтового театра
- 1971 — Преждевременный человек — эпизод
- 1971 — Седьмое небо — Валентин
- 1971 — Смертный враг — товарищ из Центра
- 1972 — Без трёх минут ровно — пастух
- 1972 — Золотые рога — Месяц Ясный
- 1972 — Двое в пути — парикмахер
- 1973 — За час до рассвета — Федотов
- 1973 — С весельем и отвагой — эпизод
- 1973 — Чёрный принц — капитан милиции в вытрезвителе (в титрах не указан)
- 1973—1983 — Вечный зов (10-я серия) — эпизод
- 1974 — Иван да Марья — стражник
- 1974 — Любовь земная — Куделин
- 1974 — Такие высокие горы — эпизод
- 1974 — Фронт без флангов — эпизод
- 1974 — Хождение по мукам (4-я серия «Четверо») — дворник
- 1975 — Ау-у! (новелла «И подъехали к избе сваты…») — сержант милиции
- 1975 — Невеста с севера — официант
- 1975 — Победитель — Марк Иванович, управляющий имения Мокашевых в Ольховке
- 1975 — Под крышами Монмартра — консьерж (нет в титрах)
- 1975 — Соло для слона с оркестром — пожарник
- 1976 — 12 стульев (4-я серия) — работник театра
- 1976 — Жить по-своему — главный диспетчер
- 1976 — Золотая речка — Зуев, официант
- 1976 — Огненное детство — начальник станции
- 1976 — Повесть о неизвестном актёре — актёр
- 1976 — Огненный мост — телеграфист
- 1977 — Катина служба — эпизод
- 1977 — Приехали на конкурс повара — победитель конкурса поваров
- 1977 — Судьба — Фома Куделин
- 1977 — Усатый нянь — член комиссии по трудным подросткам
- 1978 — Недопёсок Наполеон III — работник зверофермы
- 1978 — Подарок чёрного колдуна — старец, оборотень
- 1978 — Сдаётся квартира с ребёнком — эпизод
- 1979 — Весенняя Олимпиада, или Начальник хора — Пётр Иванович, врач
- 1979 — Взрослый сын — Николай Фомич Ковров, отдыхающий в Крыму
- 1979 — В одно прекрасное детство — зритель в цирке
- 1979 — Выстрел в спину — понятой при обыске на квартире Ванина
- 1979 — Мишка на севере
- 1979 — Отец и сын (фильм 1, «Опрокинутая тишина»; фильм 2, «Эхо далёких выстрелов»)— эпизод
- 1980 — Вишнёвый омут — Подифор
- 1980 — Дамы приглашают кавалеров — Коля, пассажир парохода (нет в титрах)
- 1980 — Если бы я был начальником — участник планёрки (нет в титрах)
- 1980 — Ночное происшествие — Поздняков, дежурный отделения милиции
- 1982 — Нам здесь жить — Яков
- 1982 — Нас венчали не в церкви — член коммуны
- 1982 — Отцы и деды — член жилищной комиссии
- 1982 — Похождения графа Невзорова — Ливеровский, помощник полковника контрразведки Теплова
- 1984 — Предел возможного (4-я серия) — прораб
- 1984—1986 — Михайло Ломоносов (7-я серия) — трактирщик
- 1985 — Любимец публики — администратор цирка
- 1985 — Салон красоты — эпизод
- 1986 — На златом крыльце сидели — мастер
- 1988 — Происшествие в Утиноозёрске — клиент в парикмахерской
- 1989 — А был ли Каротин? — эпизод
- 1989 — Чаша терпения — Деревянкин, посетитель шашлычной
- 1990 — Десять лет без права переписки
- 1990 — Искушение Б. — Сергей Сергеевич, сосед Снегирёва
- 1991 — Кровь за кровь — владелец «Запорожца»
- 1991 — Пять похищенных монахов — бандит
- 1992 — Исполнитель приговора — эпизод
- 1994 — Белый праздник — эпизод
- 1996 — Ермак — думный дьяк
- 2002 — Шукшинские рассказы (новелла «Ораторский приём») — Петрович, заместитель директора
- 2003 — Возвращение Мухтара (20-я серия «Круги на воде») — рыбак
- 2003 — Кобра. Антитеррор (фильм 5 «Венок сонетов») — эпизод
- 2003 — Тотализатор — электрик
- 2004 — Тайный знак-3. Формула счастья — Мороз

### Дубляж фильмов и мультфильмов
- 1967 — Колонна (ФРГ, Румыния) — Бастус, роль Георге Данице
- 1967 — Мой друг Нодар — учитель логики, роль Георгия Гегечкори
- 1972 — Белые камни — дирижёр оркестра в цирке, роль Абессалома Лория
- 1972 — Мой друг Мелекуш — Баба-сеис, роль Сарры Каррыева
- 1972 — Озорные братья — разбойник, роль Курбана Кельджаева
- 1972 — Четвёртый жених — Чипилия, роль Бадри Бегалишвили
- 1974 — Капитаны — воспитатель, роль Джумбера Шакарашвили
- 1975 — Яблоко как яблоко — роль Р. Гезалова
- 1977 — Бухта радости — роль А. Махмудова
- 1977 — Мачеха Саманишвили — Аристо, роль Ш. Габелая
- 1977 — Рача, любовь моя (СССР, Чехословакия)
- 1978 — Кваркваре — Павле, роль Сосо Лагидзе
- 1980 — Дерево Джамал — Мерген, роль Худайберды Ниязова
- 1980 — Как жить без тебя? — роль С. Дашту
- 1981 — Золотая пропасть — роль М. Авшарова
- 1981 — Трудное начало — Михаил, роль Абрека Пхаладзе
- 1982 — Кукарача
- 1983 — Бьют — беги! — дядя Жора, роль Гурама Гогоберидзе
- 1983 — Волшебная ночь — хранитель клада, роль Онисе Модебадзе
- 1983 — Голубые горы, или Неправдоподобная история — Гриша, роль Владимира Мезвришвили
- 1983 — Сад с призраком — дедушка, роль Х. Мисиньша
- 1984 — Белая роза бессмертия — названый отец, роль Л. Антадзе
- 1986 — Арена неистовых — Тристан, роль Г. Николаишвили
- 1991—1992 — Чёрный Плащ (США, мультсериал) — второстепенные персонажи

### Озвучивание мультфильмов
- 1963 — Внимание! В городе волшебник! — Прохожий
- 1980 — Волшебная серна — Хасан

## Театр
- «Варвары»
- «Дурочка»
- «Горе от ума»
- «Без вины виноватые»
- «Директор»

## Память
- «Человек в кадре» (документальный, 2007)